# Pazur Łagodziciela
Pazur Łagodziciela (ang. The Claw of the Conciliator) – powieść science fantasy autorstwa Gene’a Wolfe’a, druga część cyklu Księga Nowego Słońca. Otrzymała nagrodę Nebula (1981) i Nagrodę Locusa (1982), oraz została nominowana do nagród Hugo i World Fantasy w 1982 roku.

## Fabuła
Kontynuacja wydarzeń opisanych w tomie Cień kata. Wygnaniec z konfraterni katów, Severian, podróżuje do Thraxu, miejsca swego zesłania. Po drodze musi pokonać wielu wrogów i sprostać czyhającym na niego niebezpieczeństwom. Stale jest prześladowany przez mroczne wspomnienia i wizje. Po przebyciu części drogi zawraca, aby zwrócić skradziony przypadkowo klejnot, Pazur Łagodziciela. Klejnot okazuje swą magiczną moc podczas potyczki Severiana z dziwnymi istotami.